# Landkreis Calw
Landkreis Calw is een Landkreis in de Duitse deelstaat Baden-Württemberg. Op 31 december 2020 telde de Landkreis 160.149 inwoners op een oppervlakte van 797,52 km². Kreisstadt is de stad Calw.

## Steden en gemeenten
De volgende steden en gemeenten liggen in het Landkreis:
| Steden | Gemeenten |
| --- | --- |
| 1. Altensteig 2. Bad Herrenalb 3. Bad Liebenzell 4. Bad Teinach-Zavelstein 5. Bad Wildbad 6. Calw 7. Haiterbach 8. Nagold 9. Neubulach 10. Wildberg | 1. Althengstett 2. Dobel 3. Ebhausen 4. Egenhausen 5. Enzklösterle 6. Gechingen 7. Höfen an der Enz 8. Neuweiler 9. Oberreichenbach 10. Ostelsheim 11. Rohrdorf 12. Schömberg 13. Simmersfeld 14. Simmozheim 15. Unterreichenbach |

### Samenwerkingsverbanden
De samenwerkingsverbanden in het Landkreis hebben 2 verschillende namen, namelijk:
- Vereinbarte Verwaltungsgemeinschaften
- Gemeindeverwaltungsverbände

De lichtere van die twee is de Vereinbarte Verwaltungsgemeinschaft. Bij deze vorm van samenwerking worden de minimale wettelijke taken toebedeeld aan de 'vervullende gemeente'. De term 'vervullende gemeente' wil zeggen de gemeente die de wettelijke taken uitvoert voor het samenwerkingsverband.

De Verwaltungsgemeinschaften zijn
- Altensteig (Altensteig, Egenhausen, Simmersfeld)
- Bad Herrenalb (Bad Herrenalb, Dobel)
- Bad Liebenzell (Bad Liebenzell, Unterreichenbach)
- Bad Wildbad (Bad Wildbad, Enzklösterle, Höfen an der Enz)
- Calw (Calw, Oberreichenbach)
- Nagold (Ebhausen, Haiterbach, Nagold, Rohrdorf)

De Gemeindeverwaltungsverbände zijn:
- Althengstett (Althengstett, Gechingen, Ostelsheim, Simmozheim)
- Teinachtal (Bad Teinach-Zavelstein, Neubulach, Neuweiler)

Alb-Donau-Kreis · Baden-Baden · Biberach · Bodenseekreis · Böblingen · Breisgau-Hochschwarzwald · Calw · Emmendingen · Enzkreis · Esslingen · Freiburg im Breisgau · Freudenstadt · Göppingen · Heidelberg · Heidenheim · Heilbronn (stad) · Landkreis Heilbronn · Hohenlohe · Karlsruhe (stad) · Landkreis Karlsruhe · Konstanz · Lörrach · Ludwigsburg · Main-Tauber-Kreis  · Mannheim · Neckar-Odenwald-Kreis · Ortenaukreis · Ostalbkreis · Pforzheim · Rastatt · Ravensburg · Rems-Murr-Kreis · Reutlingen · Rhein-Neckar-Kreis · Rottweil · Schwäbisch Hall · Schwarzwald-Baar-Kreis · Sigmaringen · Stuttgart · Tübingen · Tuttlingen · Ulm · Waldshut · Zollernalbkreis
Altensteig ·
Althengstett ·
Bad Herrenalb ·
Bad Liebenzell ·
Bad Teinach-Zavelstein ·
Bad Wildbad ·
Calw ·
Dobel ·
Ebhausen ·
Egenhausen ·
Enzklösterle ·
Gechingen ·
Haiterbach ·
Höfen an der Enz ·
Nagold ·
Neubulach ·
Neuweiler ·
Oberreichenbach ·
Ostelsheim ·
Rohrdorf ·
Schömberg ·
Simmersfeld ·
Simmozheim ·
Unterreichenbach ·
Wildberg